# Allodus podophylli
Allodus podophylli (Syn. Puccinia podophylli) ist eine Ständerpilzart aus der Ordnung der Rostpilze (Pucciniales). Der Pilz bildet gelbliche und bräunliche Sporenlager auf dem Schildförmigen Fußblatt (Podophyllum peltatum) aus, das er als Endoparasit befällt. Seine Verbreitung deckt sich mit der des Wirtes und umfasst das gemäßigte östliche Nordamerika. Allodus podophylli durchläuft keinen Wirtswechsel und bildet von Frühjahr bis Sommer Spermogonien, Aecien und Telien auf der gleichen Wirtsart aus.
Erstbeschrieben wurde die Art 1822 von Lewis David von Schweinitz. Nachdem sie lange Zeit als Vertreter der Gattung Puccinia geführt wurde, gilt sie mittlerweile als einzige Art der Gattung Allodus. Sie zweigt relativ früh im Stammbaum der Unterordnung Urediniae ab und ist mit Puccinia nicht näher verwandt.

## Merkmale

### Makroskopische Merkmale

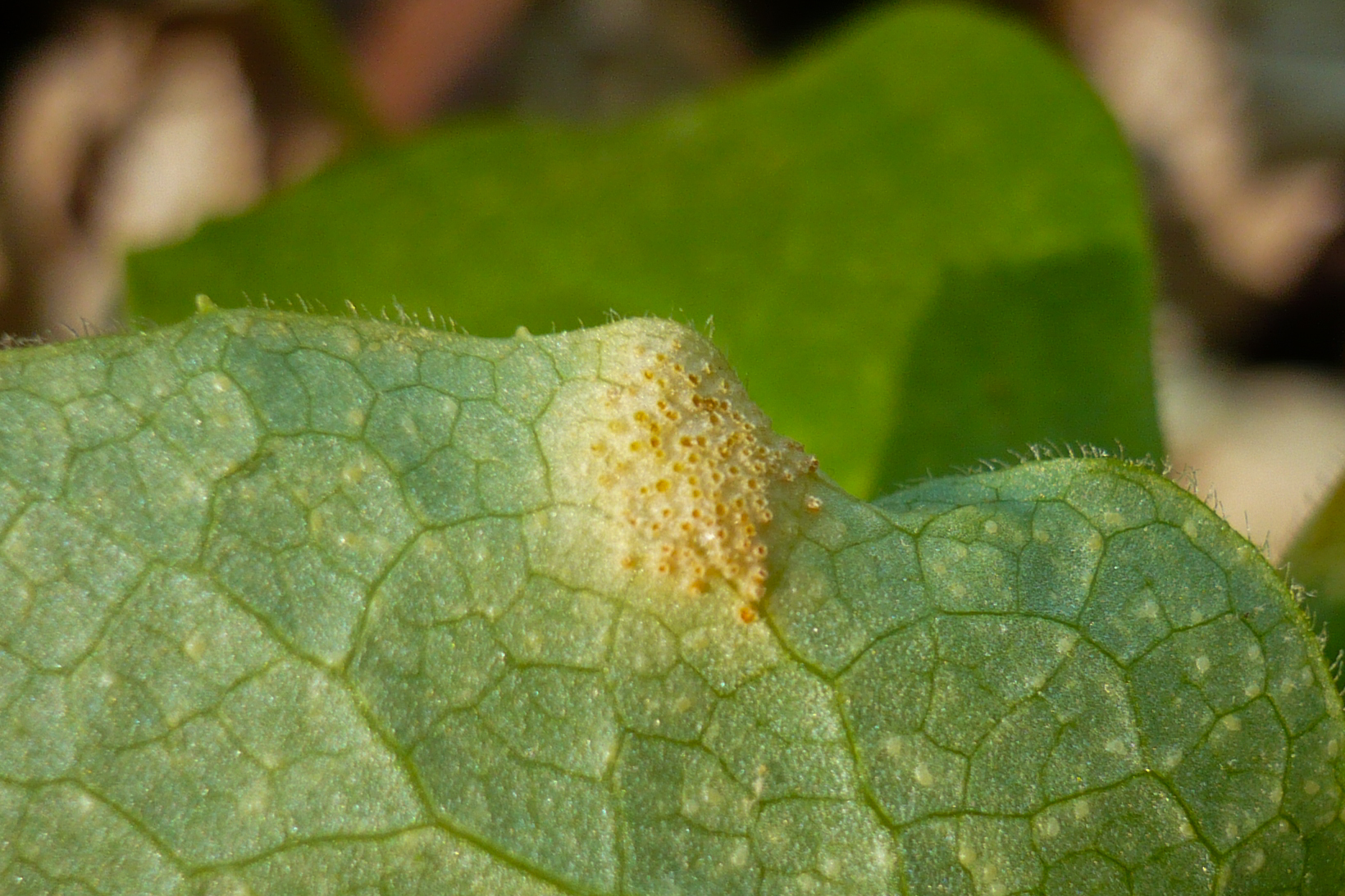
Aecien von Allodus podophylli auf dem Blatt eines Schildförmigen Fußblattes.

Die Sporenlager von Allodus podophylli sind relativ unscheinbar, heben sich aber durch eine Verfärbung der umgebenden Epidermis hervor. Die Aecien und Spermogonien wachsen auf runden bis ellipsoiden, gelben Blattflecken von 3–10 mm Durchmesser. Diese Flecken können spärlich bis gesellig auf den Blättern verteilt sein. Die orangegelben Aecien brechen meist auf ihrer Unterseite als runde und becherförmige, orangegelbe Hügelchen hervor. Relativ bald nehmen sie eine brüchige, pulverige Konsistenz an. Die Spermogonien der Art wachsen den Aecien gegenüber auf der Blattoberseite und sind entfernt als goldgelbe, kugelige bis flachkugelige Warzen zu erkennen. Uredien besitzt Allodus podophylli nicht. Die dunkelbraunen Telien der Art wachsen einzeln oder gesellig auf gelben Blattflecken, verfärbten Stellen der Stängel oder der Kelchblätter, teilweise auch gemeinsam mit Aecien und Spermogonien. Zunächst wachsen sie unter der Epidermis, später stoßen sie aus dieser hervor. Im Laufe der Zeit werden sie pulverig und verwachsen oft miteinander.

### Mikroskopische Merkmale
Wie alle Rostpilze wächst Allodus podophylli interzellulär, also zwischen den Gewebezellen seines Wirtes. Der Pilz bildet Saugfäden, sogenannte Haustorien aus, die in die Mesophyllzellen der Pflanze eindringen. Zwar können Aecien und Telien parallel aus dem gleichen Myzel entstehen, sie besitzen aber jeweils eigene Saugfäden, die sich morphologisch auch deutlich unterscheiden. Die bis zu 300 µm großen Aecien der Art lassen unter dem Mikroskop 29,0–35,0 × 24,0–30,0 µm große, typischerweise rhombische Peridienzellen erkennen. Ihre Außenwände sind runzelig, die Innenwände punktiert. Die Aeciosporen sind 25,5–32,0 × 22,5–29,0 µm groß und werden in Ketten gebildet. Ihre Form schwankt zwischen kugelig, ellipsoid und unregelmäßig polyedrisch. Sowohl ihr Inneres als auch ihre rund 1 µm dicken Wände sind hyalin (farblos durchscheinend). Junge Aeciosporen besitzen eine glatte Oberfläche, bei älteren Exemplaren zeigen sich in der Regel feine Warzen. Jede von ihnen verfügt für gewöhnlich über fünf auffällige Keimporen. Die Spermogonien offenbaren in mikroskopischer Ansicht feinporiges Fasergewebe. Ihr Durchmesser lässt sich auf etwa 130–160 µm abschätzen. Die hyalinen Spermatien des Pilzes erreichen eine Größe von 8,0–10,5 × 3,0–5,0 µm und sind ellipsoid über ei- bis nierenförmig. Ihre Wand ist glatt. Allodus podophylli besitzt 37,0–59,0 × 16,0–27,0 µm große Teliosporen mit stets zwei Zellen. Sie haben eine ellipsoide oder keulenähnliche Form und sind an der Spitze abgestumpft, während sie an der Basis auch leicht zugespitzt sein können. Auf Höhe des Septums können sie leicht eingeschnürt bis untailliert sein. Die Teliosporen sind von dunkelbrauner Farbe und besitzen 1–2 µm dicke Wände. Ihre Oberfläche ist spärlich mit bis zu 7,5 µm langen, teilweise hakenförmigen Stacheln besetzt. Die Stiele der Teliosporen sind länglich, rund und bis zu 9,5 µm lang. Sie sind fragil, dünn und hängen oft noch in Resten an den abgelösten Sporen.

## Verbreitung

Verbreitungsgebiet von Allodus podophylli. Das Artareal des Pilzes deckt sich mit dem seiner Wirtspflanze.

Das Verbreitungsgebiet von Allodus podophylli deckt sich vollständig mit dem des einzigen bekannten Wirtes, dem Schildförmigen Fußblatt (Podophyllum peltatum). Es umfasst den Osten der Vereinigten Staaten jenseits der Great Plains, allerdings ohne die Halbinsel Florida. Es zieht sich die Atlantikküste entlang nach Norden, wo es bis ins südwestliche Maine reicht. Von dort aus verläuft die nördliche Verbreitungsgrenze durch den Süden Ontarios bis ans Westufer des Lake Huron. Die Great Lakes bilden den nordwestlichsten Punkt des Artareals, von hier aus verläuft die Verbreitungsgrenze von Schildförmigem Fußblatt und Allodus podophylli fast stetig südwärts bis nach Osttexas, wo es auf die Golfküste trifft. Im Norden wird das Artareal durch die 20 °C-Januarisotherme begrenzt; die Pflanze hält sich nur in Regionen mit mindestens 150 frostfreien Tagen, beginnend mit dem frühen Mai. Die westliche Verbreitungsgrenze ist durch das niederschlagsärmere Klima der Plains verursacht, während die warmen Winter Floridas als limitierender Faktor im Südosten gelten.
Ein als Puccinia podophylli bestimmter Pilzfund an dem chinesischen Berberitzengewächs Diphylleia sinensis wirft die Frage nach einer weiteren Verbreitung als der bisher bekannten auf. Da das entsprechende Material aber bislang nicht näher untersucht wurde und zwischen beiden Wirtsarten eine große geographische wie verwandtschaftliche Entfernung besteht, bleibt fraglich, ob es sich hier tatsächlich um Allodus podophylli handelt.

## Ökologie

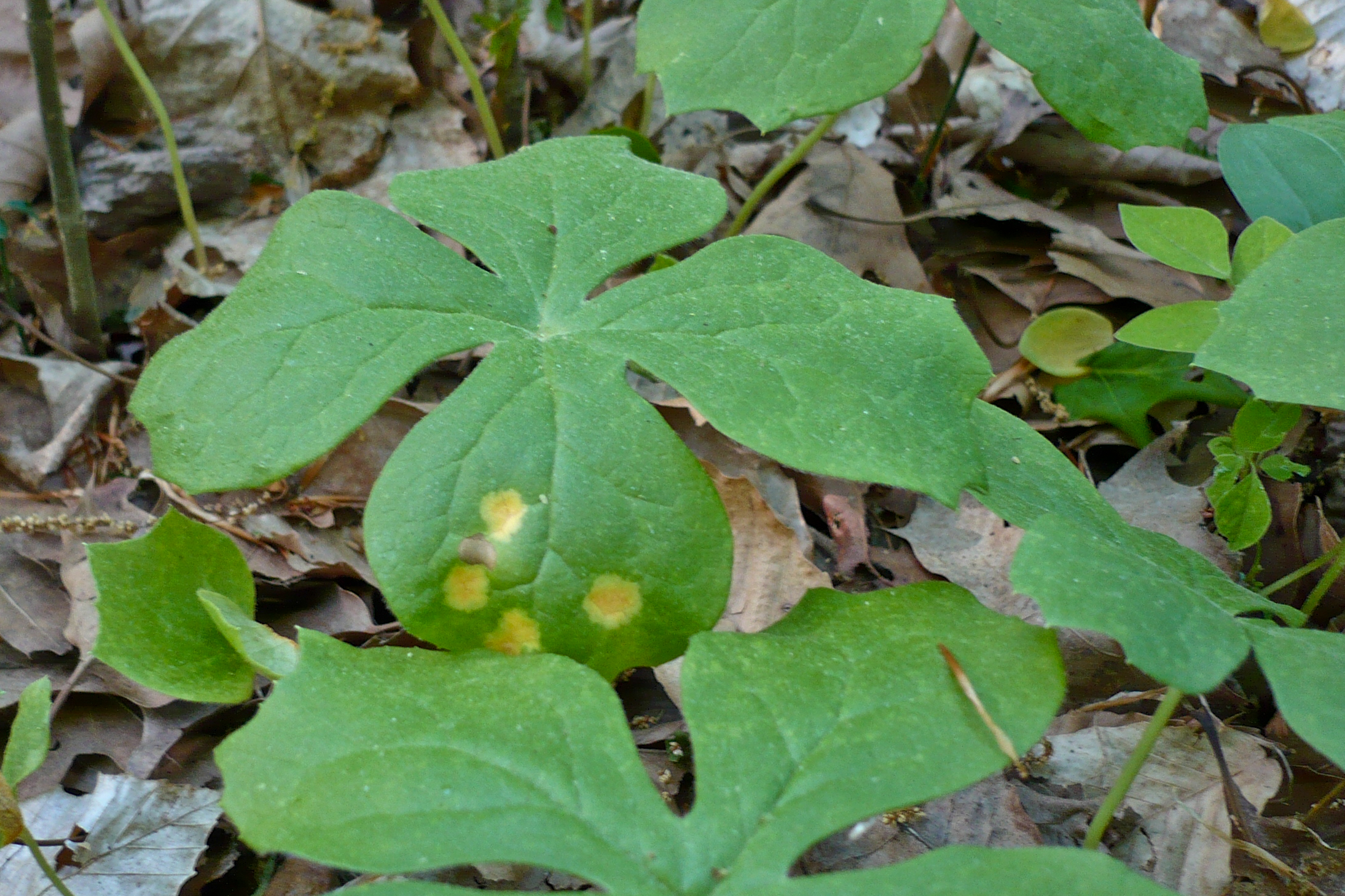
Allodus-podiophyllum-Infektion eines jungen Schildblättrigen Fußblattes

Allodus podophylli weist gegenüber den für Rostpilze möglichen Entwicklungsstufen einen vereinfachten sogenannten mikrozyklischen Lebenszyklus auf. Die Art verfügt nicht über ein asexuelles Zwischenstadium mit Uredien, sondern geht von Aecien und Spermogonien direkt zur Telienbildung über. Obendrein nimmt die Art keinen Wirtswechsel vor, sondern verbringt ihren gesamten Entwicklungszyklus auf dem Schildblättrigen Fußblatt. Die ersten Sporenlager, die Spermogonien, werden gegen Ende des Frühjahrs ausgebildet, die Aecien folgen bald darauf. Der Pilz infiziert seinen Wirt über die Teliosporen, die aus dem letzten Jahr überwintert haben und auf dem Erdboden lagern, aus dem die jungen Pflanzen sprießen. Die Infektion der Pflanze ist nicht systemisch, auch kann das Myzel des Pilzes nicht in ihr überwintern. Betroffen sind zunächst vor allem die Blattknospen des Schildblättrigen Fußblattes, die als erstes erscheinen. Die Teliosporen bilden relativ schnell und innerhalb eines kurzen Zeitraums Basidien aus. Deren sexuelle Sporen fallen auf die freigelegten Pflanzenteile und bilden dort ein Myzel aus, aus dem Aecien und Spermogonien entstehen. Die Spermogonien erscheinen zuerst, kurze Zeit darauf die Aecien. Die erste Teliengeneration bildet sich oft zur gleichen Zeit aus und entstammt dann dem Sporenflug aus bereits entwickelten Aecien auf anderen Pflanzen. Aus den von den Aecien produzierten Aeciosporen entwickelt sich schließlich auch die Sommergeneration des Pilzes, die wiederum aus Telien besteht. Pro Jahr gibt es dagegen nur eine Generation von Aecien und Pyknien. Die Telien der Sommergeneration produzieren in der Regel jene Teliosporen, aus denen im nächsten Jahr die Frühjahrsgeneration keimt. Ihre dicken Wände schützen sie vor den Frösten des Winters, während ihre langen Stacheln verhindern, dass sie bei Regen in die Erde gewaschen werden. Eine nicht näher bestimmte Fliegenart der Gattung Mycodiplosis ist ein häufiger Fressfeind des Pilzes und ernährt sich von seinen Sporenlagern.

## Systematik
Die Erstbeschreibung der Art stammt aus dem Jahr 1822. Sie erschien in Lewis David von Schweinitz’ Opus magnum Synopsis fungorum Carolinae superioris über die Pilzflora North Carolinas. Von Schweinitz beschrieb den Pilz anhand seiner Aecien als Aecium podiophyllum, also in der Anamorphengattung von Puccinia. Dabei verwechselte er versehentlich Teliosporen mit den Aeciosporen, was Johann Heinrich Friedrich Link drei Jahre später dazu veranlasste, die gleiche Art unter dem gleichen Namen noch einmal zu beschreiben. Links Beschreibung hat jedoch nach der botanischen Nomenklatur keine Berechtigung. In die Gattung Allodus stellte den Pilz erstmals Joseph Charles Arthur 1906. Er hatte sie in einer Revision der Rostpilze als Formgattung für jene Puccinia-Arten eingeführt, die keine Uredien und keinen Wirtswechsel aufweisen, pigmentierte, zweizellige Teliosporen besitzen und deren Sporenlager gemeinsam und unter der Epidermis wachsen. Einige Jahrzehnte kam er allerdings zu dem Schluss, dass der Entwicklungszyklus kein ausreichendes Kennzeichen natürlicher Verwandtschaftsgruppen sei und verwarf die Gattung Allodus wieder. Dementsprechend wurde der Pilz für den Rest des 20. Jahrhunderts als Puccinia podophylli geführt.
Erst molekulargenetische Untersuchungen der Rostpilze deckten gegen Beginn des 21. Jahrhunderts die Polyphylie der Gattung Puccinia auf, allerdings weitgehend ohne daraus Konsequenzen für die Nomenklatur zu ziehen. Andrew Minnis, Alistair McTaggart, Amy Rossman und Catherine Aime überführten die Art schließlich auf Basis einer phylogenetischen Studie zurück in die Gattung Allodus, deren einziger sicherer Vertreter sie bislang ist. Zudem legten sie einen Neotypus für die Art fest. Den DNA-Analysen zufolge steht die Gattung außerhalb der Pucciniaceae und nimmt eine basale Position in deren weiterem Verwandtschaftskreis, der Unterordnung Urediniae, ein.